# Denise Lewis

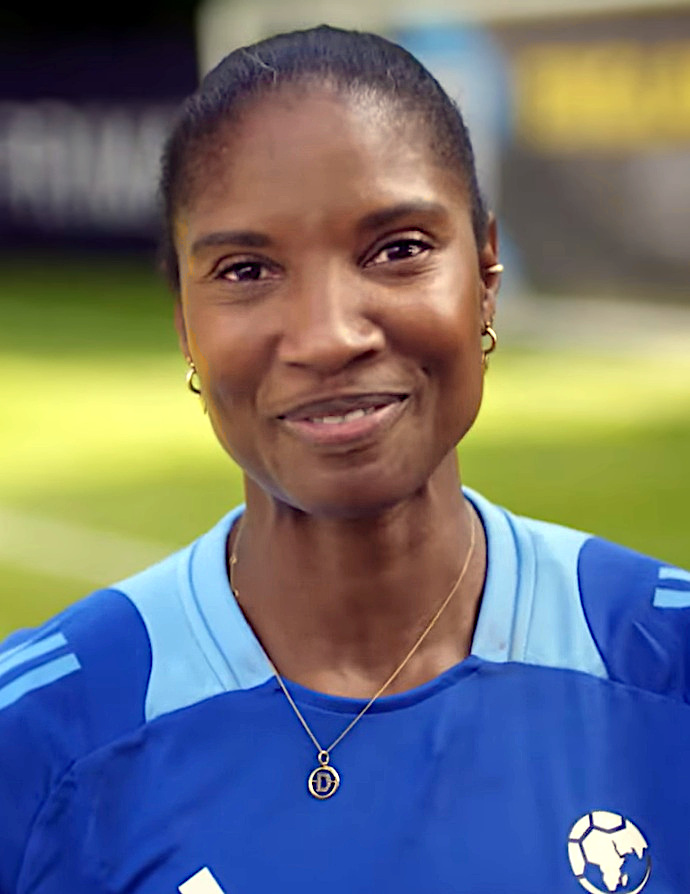
Denise Lewis (2025)

Dame Denise Lewis DBE (* 27. August 1972 in West Bromwich) ist eine ehemalige britische Siebenkämpferin und Olympiasiegerin.

## Leben
Lewis lernte als Kind Ballett und Stepptanz. Nachdem sie als Jugendliche einem örtlichen Leichtathletikclub beigetreten war und einige Disziplinen ausprobiert hatte, entschied sie sich für den Siebenkampf. Ihren ersten Wettkampf bestritt sie 1989 und erreichte vielversprechende 5277 Punkte. Ihr erster internationaler Wettkampf war 1991 die Junioreneuropameisterschaften, wo sie mit 5476 Punkten Fünfte wurde.
Ihren internationalen Durchbruch erlebte sie bei den Commonwealth Games 1994 in Victoria. Dort gewann sie mit 6325 Punkten die Goldmedaille. Die Weltmeisterschaften 1995 in Göteborg brachten wieder einen leichten Rückschritt in der Leistungsentwicklung. Sie erreichte den siebten Platz mit 6299 Punkten. Bei ihrer olympischen Premiere bei den Olympischen Spielen 1996 in Atlanta gewann sie die Bronzemedaille und trat auch in der Weitsprungkonkurrenz an, konnte sich jedoch nicht für das Finale qualifizieren.
Die Weltmeisterschaften 1997 in Athen brachten einen großen Zweikampf mit der Deutschen Sabine Braun, die von der ersten Disziplin an in Führung lag und diese Führung nicht wieder abgab. Denise Lewis gewann die Silbermedaille. Bei den Europameisterschaften 1998 in Budapest stieg sie auf das oberste Podest und wurde beste Siebenkämpferin Europas.
Bei den Weltmeisterschaften 1999 in Sevilla bekam sie mit der soeben eingebürgten Französin Eunice Barber eine neue Konkurrentin. Es entwickelte sich einer der spannendsten Siebenkampfwettkämpfe in der Geschichte der Weltmeisterschaften. Nach dem ersten Tag führte Barber mit einem Punkt Vorsprung auf Lewis. Am zweiten Tag konnte sich die Französin ganz klar steigern, und die amtierende Europameisterin Lewis wurde erneut Vize-Weltmeisterin.
Bei den Olympischen Spielen 2000 in Sydney hatte sie nach dem ersten Tag als Drittplatzierte einen Rückstand von 51 Punkten auf die Belarussin Natallja Sasanowitsch. Erst bei der vorletzten Disziplin, dem Speerwurf, übernahm Lewis die Führung, die sie im abschließenden 800-Meter-Lauf verteidigen konnte.
Bereits im Vorfeld der Olympischen Spiele von Sydney hatte sie Probleme mit Verletzungen. Dies sollte sich in den Jahren nach ihrem größten Triumph noch verstärken. Die Weltmeisterschaften 2001 in Edmonton musste sie deshalb absagen. 2002 war der Grund für die Absage der Europameisterschaften in München ein erfreulicher: Sie wurde Mutter einer Tochter.
2003 kehrte sie Denise Lewis auf die Leichtathletikbühne zurück und brachte es in Tallinn bei ihrem ersten Wettkampf seit ihrem Olympiasieg 2000 auf 6282 Punkte. Mittlerweile gab es jedoch mit Carolina Klüft aus Schweden einen neuen Star im Siebenkampf. Klüft gewann bei den Weltmeisterschaften 2003 in Paris und Lewis wurde Fünfte.
Bei den Olympischen Spielen 2004 in Athen wollte Lewis ihren Olympiatitel verteidigen. Es sollte ihr letzter großer Wettkampf werden. Verletzungen behinderten sie weiterhin, doch sie kam trotzdem gut in den olympischen Wettkampf und lag zwischenzeitlich auf Rang drei, bevor sie den Wettkampf abbrechen musste. Die Bronzemedaille gewann Kelly Sotherton, ihre Nachfolgerin im britischen Team.
Auch nach dieser Enttäuschung trat sie noch nicht vom aktiven Leistungssport zurück. Erst im Juni 2005, im Vorfeld der Weltmeisterschaften 2005 in Helsinki, gab sie ihren Rücktritt bekannt.
Denise Lewis ist neben Paula Radcliffe und Kelly Holmes eine der beliebtesten Leichtathletinnen in Großbritannien. Sie wurde jeweils 1998 und 2000 den zweiten Platz bei der Wahl zur BBC Sports Personality of the Year. In der zweiten Staffel der BBC-Tanzshow Strictly Come Dancing belegte sie 2004 den zweiten Platz.
In Anerkennung ihrer Verdienste um den Sport wurde sie 1999 als Member des Order of the British Empire ausgezeichnet, 2001 zum Officer des Order of the British Empire erhoben und 2023 als Dame Commander des Order of the British Empire geadelt.

## Persönliche Bestleistungen
- 6831 Punkte – Commonwealth-Rekord im Siebenkampf
- 100 m Hürden: 13,13 s
- 200 m: 24,10 s
- 800 m: 2:12,20 min
- Weitsprung: 6,69 m
- Hochsprung: 1,87 m
- Kugelstoßen: 16,12 m
- Speerwurf: 51,13 m